# نجاشي

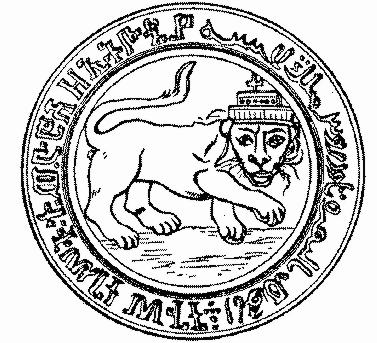
ختم تاودروس (1818 - 1868) ملك الحبشة.

كان النَجاشيّ حاكم الحبشة وملك ملوكها (جعزية: ንጉሠ ነገሥት)، أي إمبراطورها، فكلمة النجاشي لفظة حبشية، وهي لقب لملك الحبشة، عربها العرب إلى نجاشي، وهو لقب لمن ولي على مملكة أكسوم شرق الحبشة وإرتيريا الآن، كلقب قيصر لمن ملك الروم، ولقب كسرى لمن ملك الفرس، ولقب خاقان لمن ملك الترك، ولقب فرعون لمن ملك مصر.